# Nepiesta tibialis
Nepiesta tibialis là một loài tò vò trong họ Ichneumonidae.